# Cañada de los Gatos
La Cañada de los Gatos es un conjunto arqueológico localizado junto a la pequeña Playa y Puerto de Mogán, Gran Canaria, en el margen derecho de la desembocadura del barranco que toma el nombre de este municipio grancanario. Es un Bien de Interés Cultural desde 1993.

## Localización

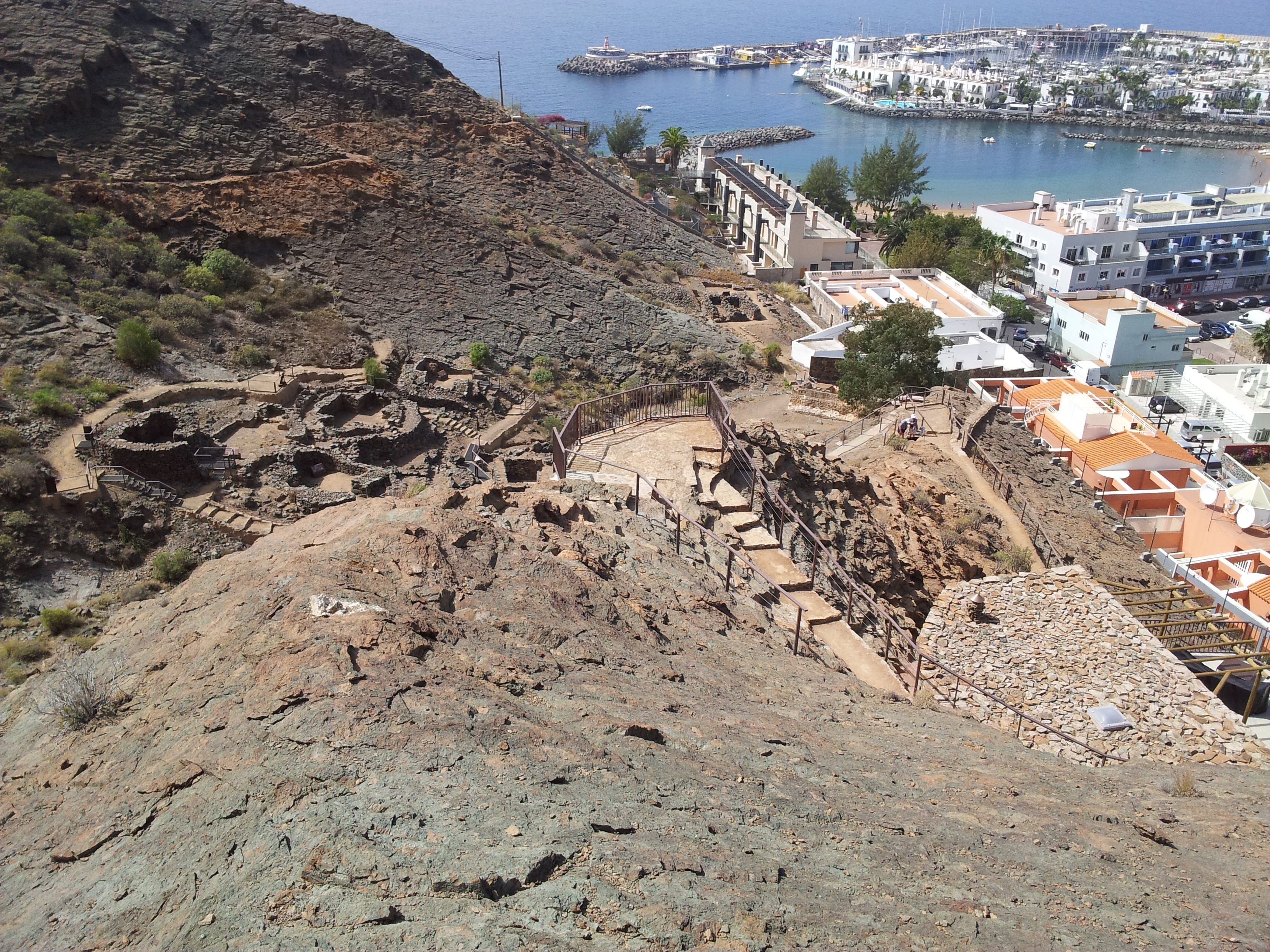
Vista panorámica del yacimiento arqueológico y de Playa de Mogán

A través de un camino que discurre junto a una serie de cuevas funerarias se llega al cementerio de Las Crucesitas en el que destacan los depósitos funerarios en cistas y en menor medida los relacionados en fosas excavadas en la tierra.

## Historia
El conjunto arqueológico ya era conocido desde finales del siglo XIX, aunque las excavaciones arqueológicas realizadas entre el 2010 y 2012 por Arqueocanaria, pusieron al descubierto la magnitud de los hallazgos, tanto en superficie, como en importancia de los propios restos arqueológicos. En este sentido se identificaron 19 estructuras, algunas en superficie del tipo cruciforme, otras con forma tendencia a circular, así como casas cuevas, túmulos, cistas, fosas y cuevas funerarias, además de dos construcciones cuadrangulares documentadas como monumentos funerarios.[cita requerida]
Actualmente está abierto al público como Parque Arqueológico, incluido en la Red de Parques arqueológicos de Gran Canaria, compuesta por los conjuntos arqueológicos de El Cenobio de Valerón, en Santa María de Guía, La Necrópolis de Arteara, en Fataga, La necrópolis de El Maipés de Agaete, en Agaete, Roque Bentayga, en Tejeda, Barranco de Guayadeque, en Agüimes-Ingenio, Museo y Parque Arqueológico Cueva Pintada, en Gáldar y Cuatro Puertas, en Telde.